# 黄粪蝇
黃糞蠅（学名：Scathophaga stercoraria）是廣泛分布於北半球的雙翅目糞蠅科昆蟲。尤如其名，牠們經常出沒於哺乳動物的大便中，尤其是豬及馬。

## 特徵
黃糞蠅長5－11毫米。雄蠅呈鮮艷的金黃色，前腳上有橙黃色的毛。雌蠅顏色較暗，呈綠褐色，前腳上沒有鮮艷顏色的毛。牠們是適應性很高的物種，能按氣候而作出改變。

## 生態
成蟲主要吃細小的昆蟲，如其他蒼蠅，且也會吃花粉，但很多時在花朵上的黃糞蠅都是在掠食其他昆蟲。雄蠅及雌蠅都會在糞便上出沒，雄蠅在糞便上出現只是在掠食如麗蠅等昆蟲，而雌蠅除了覓食外，也會在糞便上產卵。
雌蠅會在糞丘上產卵，以增加生存率。若在尖端上產卵，幼蟲的出生會因糞便表面很易乾涸而受到影響；若在下陷處產卵，則可能會被浸死。雌蠅能夠自行判斷在何處產卵。出生的幼蟲是吃糞便中其他昆蟲幼蟲為生。經過21日後，幼蟲會鑽進附近的土壤結蛹。
黃糞蠅一季就可以生產4－5代。成蟲在溫和的氣候中全年大部份時間也很活躍。雄蠅與雌蠅會多次交配。

## 寄生蟲及疾病
黃糞蠅會染上性傳播疾病，主要是來自多細胞的體外寄生蟲、原生生物或擬寄真菌（如蠅蟲霉）。

## 天敵
黃糞蠅的天敵包括鳥類及其他昆蟲，如白齒鋏食蟲虻。

## 外部連結
- 黃糞蠅的生態相片
- University of Paisley